# Acteniopsis
Acteniopsis é um gênero de mariposa pertencente à família Crambidae.